# Steyr (település)
Steyr osztrák város, Felső-Ausztria Steyrvidéki járásának székhelye. Az Enns és Steyr folyók találkozásánál fekvő járási jogú város 38 193 lakosával (2019. januári állapot) a szövetségi tartomány harmadik (Linz és Wels után) és Ausztria 12. legnagyobb települése.

## Elhelyezkedése

Steyr Felső-Ausztriában

Steyr Felső-Ausztria Traunviertel régiójában fekszik, az Enns és a Steyr folyók összefolyásánál, az Enns- és Steyrtali-flishegység északi peremén, az alsó-ausztriai határon. 26,54 km²-es területének 2,8%-a erdő, 11,1% áll mezőgazdasági művelés alatt. Steyr az Eisenwurzen tájegység része.
A városi önkormányzat területe nyolc katasztrális községre oszlik: Christkindl, Föhrenschacherl, Gleink, Hinterberg, Jägerberg, Sarning, Stein és Steyr. Városrészei a következők: Innere Stadt (Belváros), Steyrdorf, Wehrgraben, Alter Tabor, Tabor/Resthof, Ennsdorf, Fischhub, Waldrandsiedlung, Ennsleite, Neuschönau, Pyrach/Reichenschwall, Christkindl/Schlühslmayr, Gründbergsiedlung, Steyr-Gleink, Winkling/Hausleiten, Münichholz, Hinterberg/Hammer, Schlüsselhof-Ort, Stein.
A környező önkormányzatok: délkeletre Sankt Ulrich bei Steyr, délnyugatra Garsten, nyugatra Sierning, északnyugatra Wolfern, északra Dietach, északkeletre Haidershofen, keletre Behamberg (utóbbi kettő Alsó-Ausztriában).

## Éghajlat
Steyr és vidéke a pannon klímarégió peremén található. A hegyekkel és vízfelszínekkel tarkított, bonyolult topográfiai viszonyok miatt gyakoriak az átlagtól eltérő (általában esősebb és hűvösebb) helyszínek. Az éves átlaghőmérséklet 10 °C, a legalacsonyabb napi átlaghőmérséklet −15 °C, a legmagasabb pedig +33 °C. Az Enns és a Steyr vízgyűjtőjét érő heves esőzések a várost is érintő áradásokkal járhatnak.
| Hónap                                         | Jan. | Feb. | Már. | Ápr. | Máj. | Jún. | Júl. | Aug. | Szep. | Okt. | Nov. | Dec. | Év   |
| --------------------------------------------- | ---- | ---- | ---- | ---- | ---- | ---- | ---- | ---- | ----- | ---- | ---- | ---- | ---- |
| Átlagos max. hőmérséklet (°C)                 | 2,4  | 4,7  | 9,9  | 14,2 | 19,9 | 22,2 | 24,3 | 24,1 | 19,6  | 13,9 | 6,7  | 3,6  | 13,8 |
| Átlagos min. hőmérséklet (°C)                 | −4,3 | −3,2 | 0,3  | 3,4  | 7,8  | 11,2 | 13,0 | 13,0 | 9,8   | 5,2  | 0,4  | −2,6 | 4,5  |
| Átl. csapadékmennyiség (mm)                   | 76   | 64   | 91   | 94   | 105  | 129  | 155  | 116  | 95    | 76   | 93   | 86   | 1179 |
| Forrás: Klimadaten von Österreich 1971 - 2000 |      |      |      |      |      |      |      |      |       |      |      |      |      |

## Jelképei

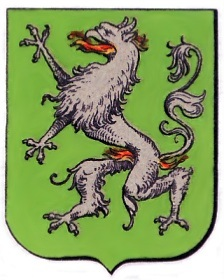
Steyr történelmi címere (1895)

A város címere zöld mezőben ágaskodó, vörös karmú és szarvú, tüzet okádó ezüstszín párducot ábrázol. Zászlaja zöld-fehér.
A bajorok és karantánok körében gyakori párduc volt a címerállata Steyr urainak, aki aztán megszerezték a stájer őrgrófságot (később hercegséget). 1160-ban III. Otakar von Steyr a saját párducos címerét tette hivatalossá őrgrófságában is, azóta Stájerország is a steyri címert használja.
Steyr 1306-ban kapta pecsétjét. Eredetileg ezen a városkaput és két tornyát ábrázolták, fölötte az osztrák hercegség címerpajzsával, kétoldalt pedig a város címerének egy-egy példányával. Felirata: SIGILLVM CIVIVM IN STIRA.

## Története

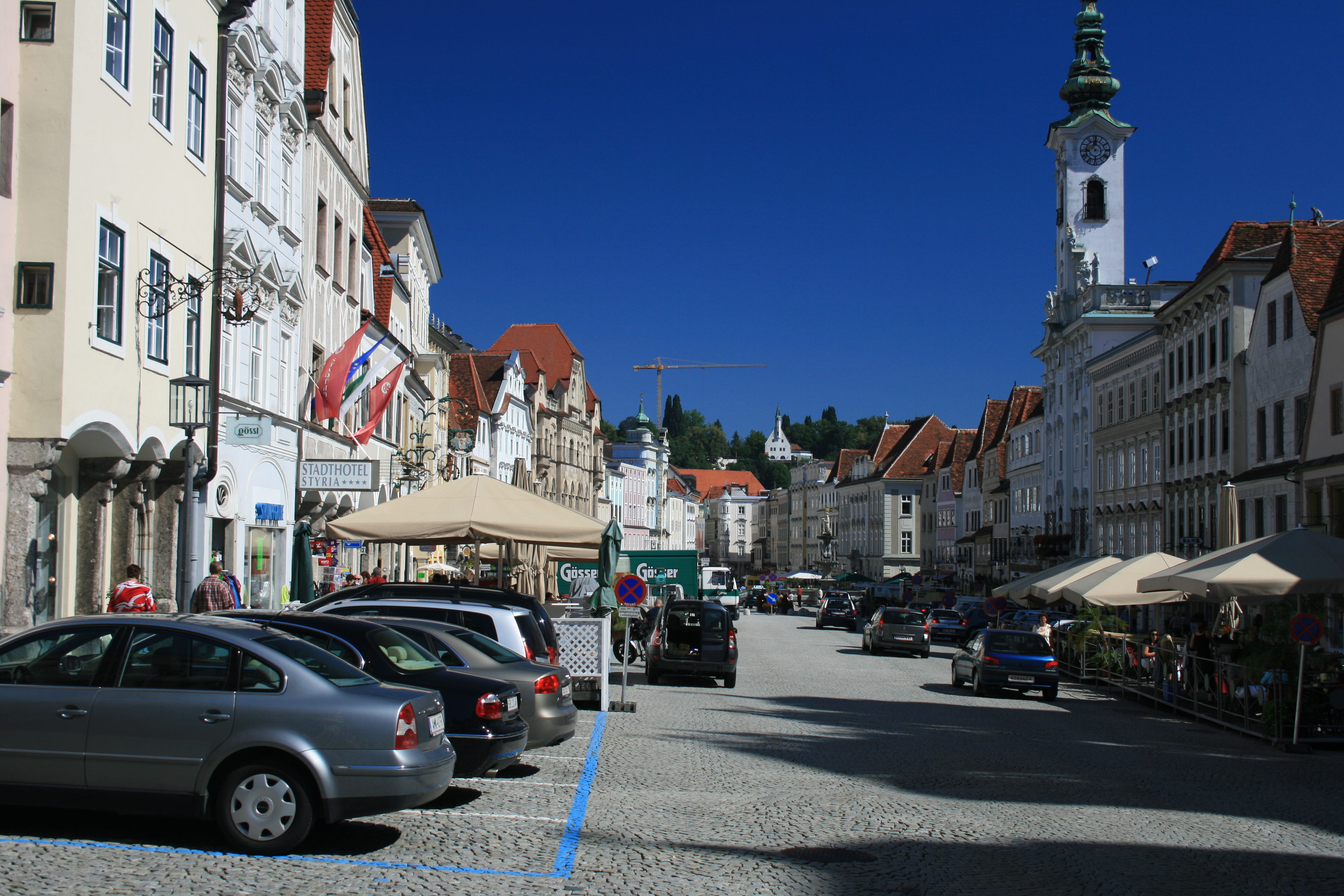
Steyr főtere

A rómaiak a Stájerországban bányászott vasat a mai Steyr területén átvezető úton szállították északra, a dunai limeshez, Lauriacumba. A Steyr folyó torkolata fölötti dombon a hagyomány szerint egy római őrtorony állt, amelynek maradványai (de legalábbis kövei) ma is megtalálhatóak a Lamberg-kastély ún. Római tornyában. 1297-ben a St. Florian-i apátság évkönyve hírt ad arról, hogy római kori kincseket találtak Steyr mellett (ez az első említés régészeti leletekről Ausztriában). Az 1990-es években pedig Münichholz városrészben római majorság maradványait tárták fel a régészek.
A 6. században germán bajorok telepedtek meg a rómaiak által kiürített térségben. Steyr területe a kora középkorban a 777-ben alapított kremsmünsteri apátság birtoka volt. 900 körül két várat építettek az Enns folyó mentén a kalandozó magyarok betörései ellen: az egyik a mai Enns városa helyén, a másik pedig Styraburg volt. Utóbbit írásban először 980-ban említik. A várat a Wels-Lambach grófok építették; övék volt ekkoriban a Traun folyó vidéke és a karantán őrgrófság (a mai Felső-Stájerország).
1055-ben a bajor herceg hűbéresei, a chiemgaui származású Otakarok szerezték meg a birtokot, akiknek a fehér párduc volt a címerállatuk. Okos házasságokkal – II. Otakar von Steyr pl. egy Babenberg-lányt vett feleségül – jelentősen megnövelték birtokaikat Stájerországban, többek között övék volt a hatalmas vasérckészletekkel rendelkező Erzberg is. 1180-ban Rőtszakállú Frigyes császár hercegi rangra emelte IV. Otakart, akivel azonban ki is halt a dinasztia. Az idős és gyermektelen Otakar V. Babenberg Lipót osztrák herceget tette meg örököséül; az 1170-es szerződésben Steyr már mint urbs szerepel, vagyis ekkor már városi kiváltságokkal rendelkezett. Steyr eztán elvesztette ugyan hercegi székhelyi státuszát, de a stájerországi vasérc feldolgozásából és kereskedeleméből továbbra is jelentős jövedelemre tett szert. A Babenbergek alatt a város a vasipar fellegvárává nőtte ki magát, kovácsai – különösen páncélkészítői – messze földön ismertek voltak. 

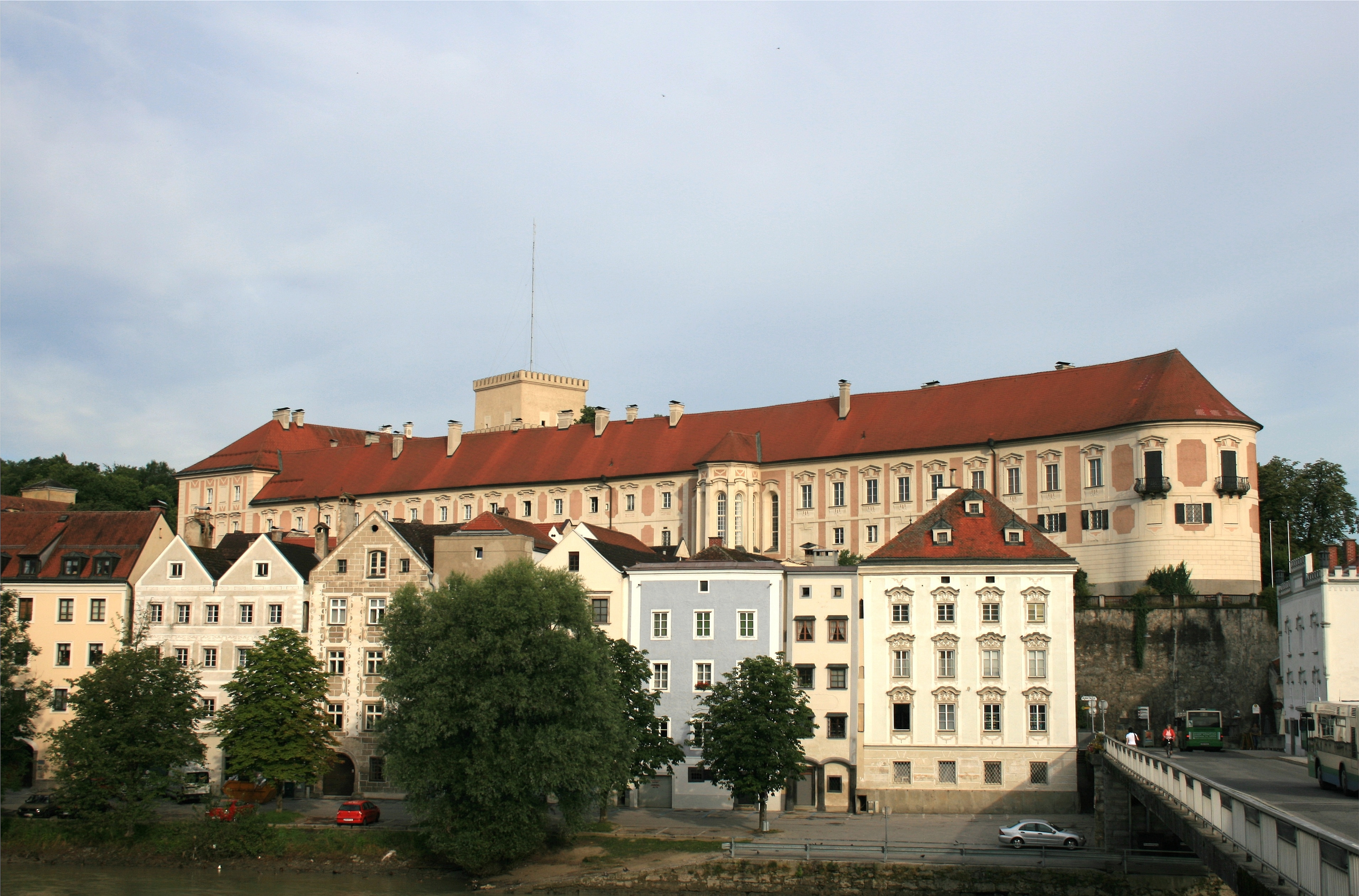
A Lamberg-kastély

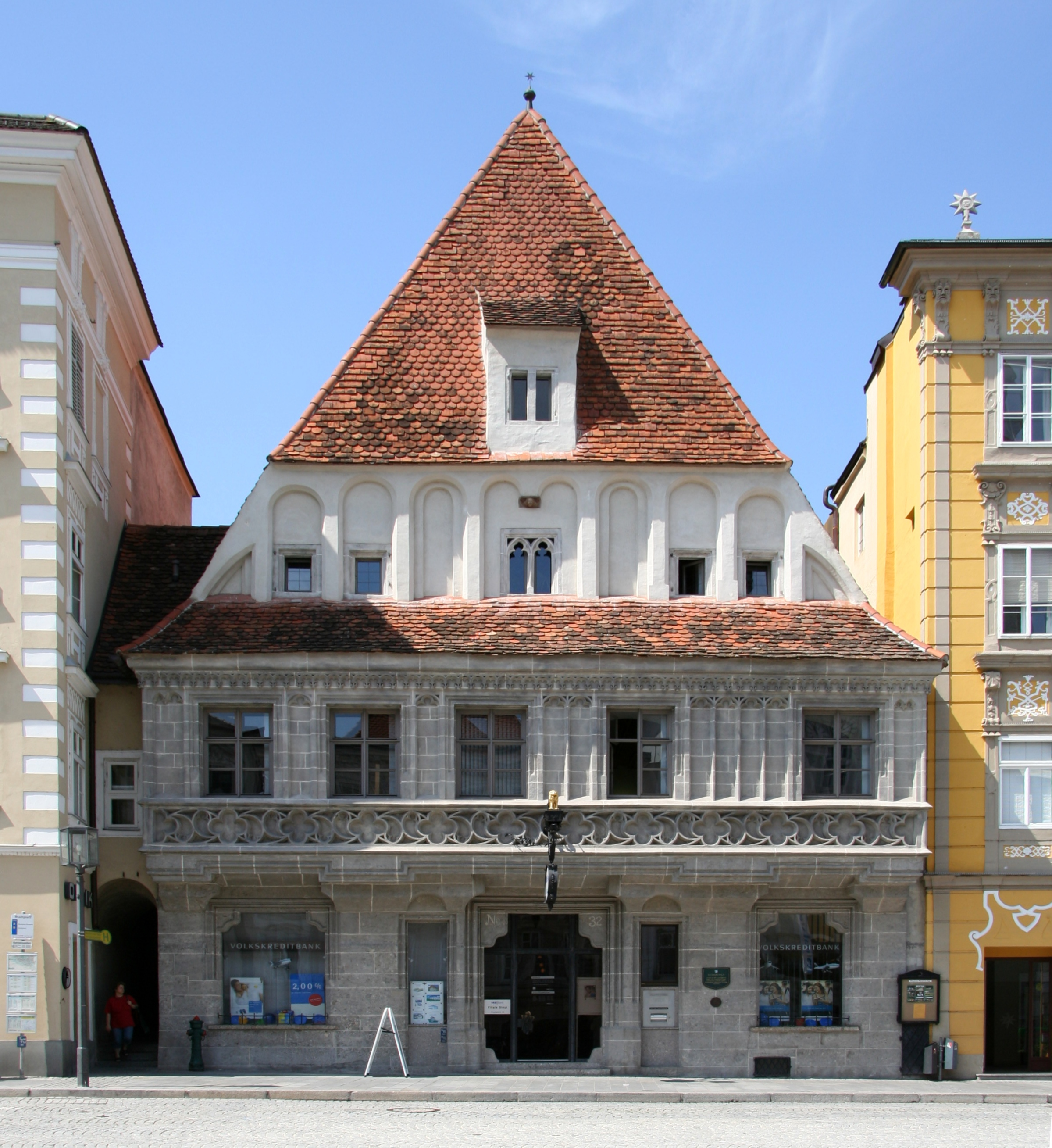
A Bummerlhaus

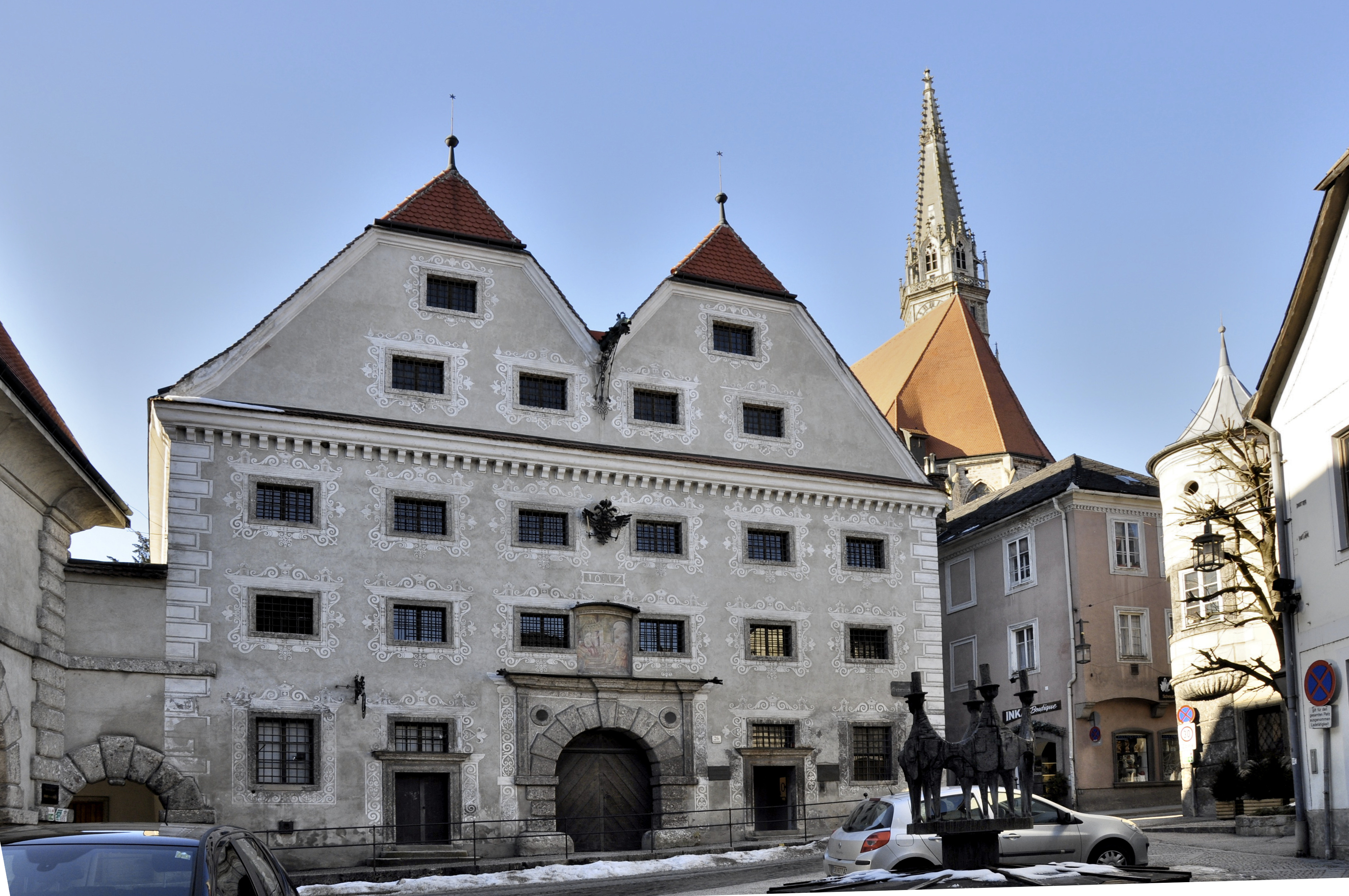
A városi múzeum (a volt Innerbergi raktár)

A Babenbergek 1246-ban kihaltak és örökségükért harc kezdődött a környező uralkodók között. A magyar IV. Béla és a cseh II. Ottokár között kötött 1154-es budai béke a magyaroknak juttatta Stéjerországot, Steyrt viszont a cseheknek, így a város elvesztette nyersanyagforrását, legalábbis amíg a Habsburgok meg nem szerezték a Babenberg-örökséget.
1287-ben Habsburg Albert herceg megerősítette Steyr régi jogait és kiváltságait az erzbergi vas kereskedelmét és feldolgozását illetően. A város árumegállítási jogot kapott, vagyis az áthaladó kereskedőknek először a helyieknek kellett felajánlaniuk árujukat, szabott áron.  A kiváltság gazdaggá tette a várost és lehetővé tette számukra hogy neves német, olasz és cseh művészeket fogadjanak építkezéseikhez. Ekkoriban Steyr egyike volt azon kilenc birodalmi városnak, amely saját kereskedőtelepet (kontort) tartott fenn Velencében.
A 13–14. században Stájerországban széleskörűen elterjedt a valdensek vallási mozgalma, amit a hivatalos egyház eretnekként bélyegzett meg. Ausztriában Steyr volt a valdensek egyik központja, emiatt az inkvizíció több alkalommal vizsgálódott a városban. Az első vizsgálatot 1260-ban tartották, majd újabbak következtek 1311-ben és 1370 körül. A legsúlyosabb eretneküldözésekre 1391–1398 között került sor. Egyedül 1397-ben több mint ezer embert tartóztattak le és 80-100-at megégettek. Ennek ellenére a város gyors ütemben fejlődött és számos képzett mesterember költözött Steyrbe, elsősorban Nürnbergből. A vért- és fegyverkovácsokon kívül híresek voltak a késművesek, akiknek 1406-os céhszabálya a legrégebbiek közül való Ausztriában. A város a 15. század közepén érte el gazdasági jelentőségének csúcsát; ekkoriban gazdagságban csak Bécs előzte meg az országban.
Luther tanai 1525-ben értek el a városba és a polgárok nagy része hamarosan protestánssá vált. Az ellenreformáció kezdetére mindössze 18 katolikus család maradt Steyrben. 1572 júliusában rendkívüli árvíz pusztította a várost. A következő évben megépítették az árvíz elleni védműként is funkcionáló Neutort (Új kapu). A 16. század közepére érezhetően hanyatlani kezdett a vasipar; főleg azért, mert az ércet a kereskedők külföldön drágábban tudták eladni és Steyrnek csak másodosztályú áru maradt. 1583-ban vaskereskedelmi társaságot alapítottak, ám az sem váltotta be a hozzá fűzött reményeket. A 17. század elején aztán a harmincéves háború, az ellenreformáció és az 1626-os felső-ausztriai parasztháború (amelyet a tartomány Bajorországhoz csatlakozása és az ezt követő erőszakos rekatolizáció váltott ki) gazdasági visszaesést hozott magával.
A felkelés vezetője, Stefan Fadinger 40 ezer paraszttal érkezett Steyrhez, ahol a magisztrátus egyes tagjaiban szövetségesre talált. A lázadás leverése után a vezetőket lefejezték és felnégyelték. A katasztrofális gazdasági helyzet és a protestánsok kiutasítása miatt 228 steyri család költözött el. A török háborúk után a város ismét magára talált; bár a vas nagybani kereskedelmének vége szakadt, de a stájer vasat továbbra is feldolgozták. 1727-ben egy tűzvészben a város nagy része elpusztult, többek között Styraburg vára is. Helyén épült a Lamberg-kastély.
A napóleoni háborúk alatt a város fejlődése megtorpant. A franciák tíz év alatt háromszor (1800, 1805, 1809) szállták meg Steyrt. 1800. december 25-én a steyri Oroszlán-patikában írták alá a fegyverszünetet Ausztria és Franciaország között, amit aztán a lunéville-i béke követett. Az 1848-as forradalom idején zavargásokra került sor. 1849 júliusában a magisztrátus engedélyezte kormányzatellenes huszárok átvonulását, ezért az uralkodó megneheztelt Steyre. A város kiengesztelésül fogadalmi oltárt állított fel a plébániatemplomban, annak örömére, hogy Ferenc József 1853-ban megmenekült egy gyilkossági kísérlettől. 1880-ban a város 900 éves fennállásának ünnepén a császár is ellátogatott Steyrbe. A neves zeneszerző és orgonista Anton Bruckner több nyarat eltöltött a városban és részben itt írta 8. és 9. szimfóniáit.

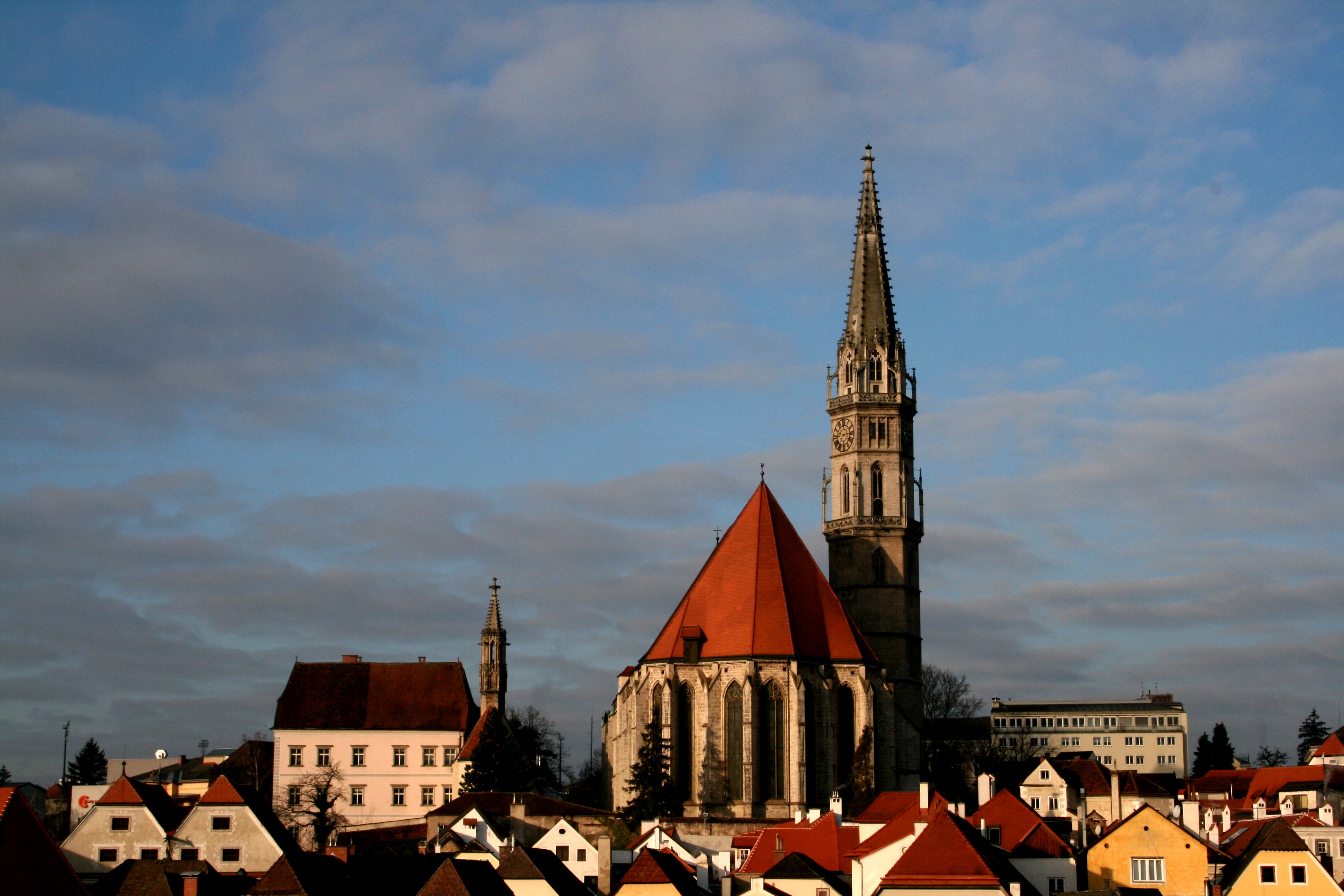
A Szt. Egyednek és Szt. Colmannak szentelt gótikus városi plébániatemplom

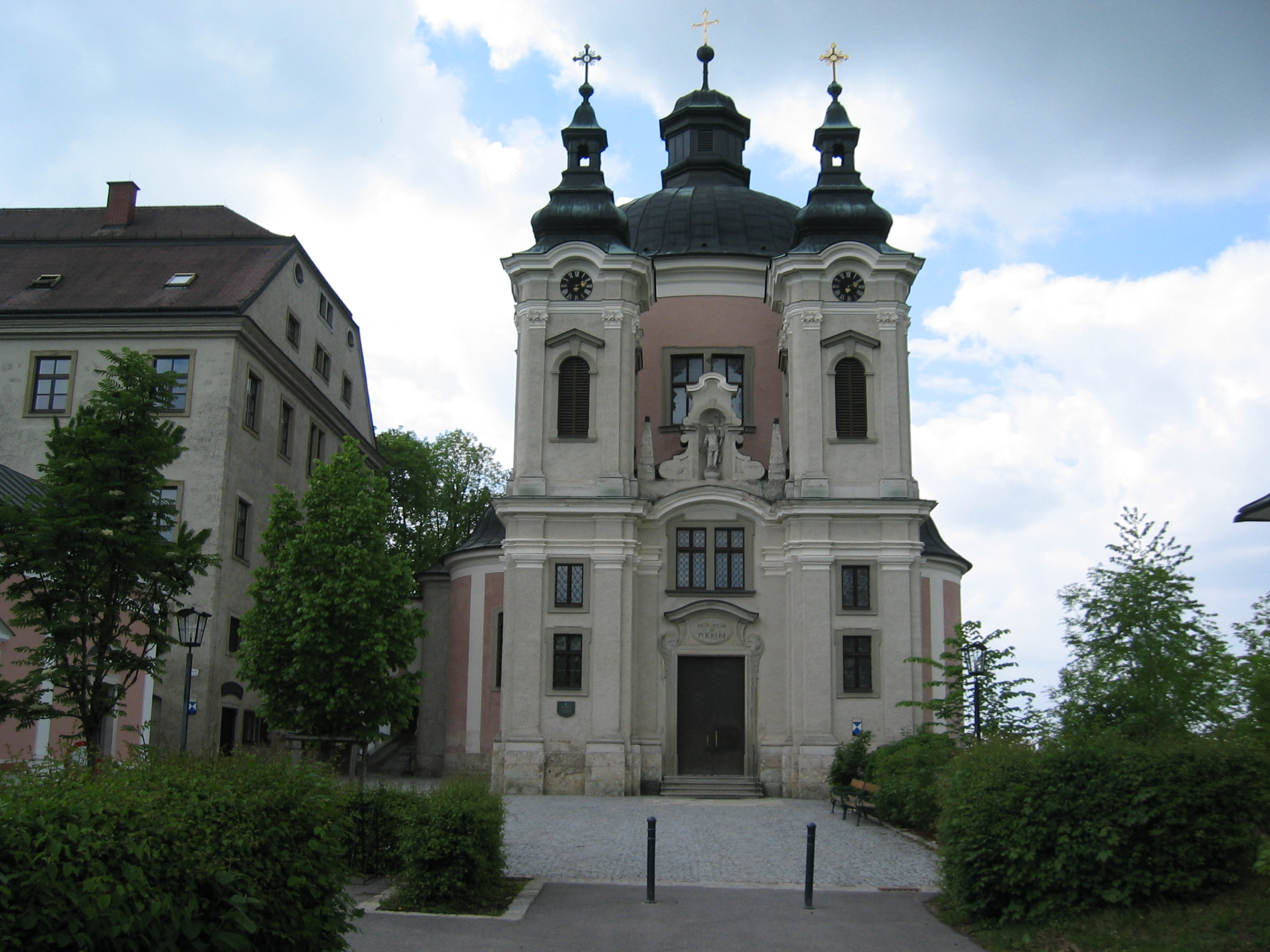
A christiankindli kegytemplom

A hagyományos steyri fegyvergyártás az újkorban is folytatódott. A 18. században szablyákat, bajonetteket, puskaalkatrészeket készítettek. 1830-ban Leopold Werndl (akit 1855-ben vitt el a várost sújtó kolerajárvány) puskagyárat alapított, amely 450 munkást foglalkoztatott. Fia, Josef Werndl néhány év alatt a világ egyik legnagyobb és legmodernebb fegyverüzemévé (Österreichische Waffenfabriks-Gesellschaft, ÖWG) fejlesztette apja vállalkozását.
Az első világháború során, 1916 szeptemberében Steyrben hatezer munkás sztrájkolt az élelmiszerhiány miatt. A monarchia bukása megváltoztatta a helyi politikai viszonyokat is; a korábbi polgári nacionalista irányvonalat a munkásosztály szocialista pártja váltotta fel. A háború utáni gazdasági válság súlyos gondokat okozott Steyrben és a munkanélküliség egészen 1938-ig magas maradt; ezt csak fokozta az 1929-es világválság, amely különösen súlyosan érintette a felső-ausztriai acélipart. 1930-ban a legnagyobb munkaadó, a Steyr-Werke (az ÖWG utóda) munkásai 70%-át elbocsátotta, 1931 végén pedig a lakosság fele kényszerült munkanélküli segélyt kérni. Októberre a város csődbe jutott.
Az Anschlusst követő közigazgatási reform során Münichholz, Hinterberg, Gleink, Grünberg, Stein, Christkindl és Garsten községeket Steyr önkormányzatához csatolták, maga a város pedig az Obedonaui gauhoz került. Münichholtzban a Reichswerke Hermann Göring 2500 házat húzott fel, gyakorlatilag új városnegyedet épített. A második világháború során Steyrt, mint fontos iparvárost, rendszeresen bombázták. Az első támadásra 1944 februárjában került sor. Ekkor még „csak” 15 halott és 55 sebesült eset áldozatul, de a másnapi bombázásban 212-en haltak meg és 371-en megsérültek. Közel ezer bombát szórtak a városra, melyek 112 épületet megsemmisítettek, és kb. 400-at megrongáltak. 1942–45 között a városban működött a mauthauseni koncentrációs tábor alá rendelt Steyr-Münichholz tábor. A háromezer fogoly a fegyvergyárakban, illetve útépítéseken és menhelyek építésénél dolgozott. Az amerikaiak 1945. május 5-én foglalták el a várost, majd május 9-én a szovjet csapatok is megérkeztek. A megszállt területekről érkező menekültek miatt a város lakossága ideiglenesen megháromszorozódott és 1945 májusában elérte a 103 ezret.
1972–1978 között éles konfliktus zajlott a városvezetés és a műemlékvédő civilek között a középkori védőárok meghagyása, illetve beépítése miatt; a vita végül a műemlékvédelem javára dőlt el. 1979-ben a BMW telepített motorgyárat Steyrbe, amely hamarosan a város legnagyobb munkaadójává (2004-ben 2800 fő) nőtte ki magát. 1980-ban megünnepelték Steyr fennállásának ezeréves jubileumát. Az eredetileg erre az eseményre szervezett ünnepségsorozatot azóta minden év júniusában újra megtartják. A Steyr-Werke utódját, a Steyr Daimler Puch AG-t 1987-től kezdve fokozatosan különböző cégeknek (MAN teherautógyártó, Zahnradfabrik váltógyártó, Magna konszern) eladták.
Az árvizek továbbra is rendszeresek Steyrben, 2002 nyarán pl. az évszázad árvize során az Enns elárasztotta a főteret is.

## Lakosság
A steyri önkormányzat területén 2019 januárjában 38 193 fő élt. A lakosságszám 1971-ben érte el a csúcspontját 40 822 fővel, azóta enyhe csökkenés tapasztalható.
A népesség változása:
| Lakosok száma | 38 344 | 38 331 | 38 034 |
|               | 2016   | 2018   | 2024   |

2017-ben a helybeliek 81,5%-a volt osztrák állampolgár; a külföldiek közül 1,8% a régi (2004 előtti), 4,7% az új EU-tagállamokból érkezett. 8,4% a volt Jugoszlávia (Szlovénia és Horvátország nélkül) vagy Törökország, 3,5% egyéb országok polgára volt. 
2001-ben a lakosok 61%-a római katolikusnak, 4,8% evangélikusnak, 2,4% ortodoxnak, 8,2% mohamedánnak, 19,2% pedig felekezeten kívülinek vallotta magát. Ugyanekkor 158 (0,4%) magyar élt a városban; a német mellett (85,3%) a legnagyobb nemzetiségi csoportokat a horvátok (3,3%), a szerbek (3%), a törökök (2,4%) és a bosnyákok (2,1%) alkották.

## Látnivalók

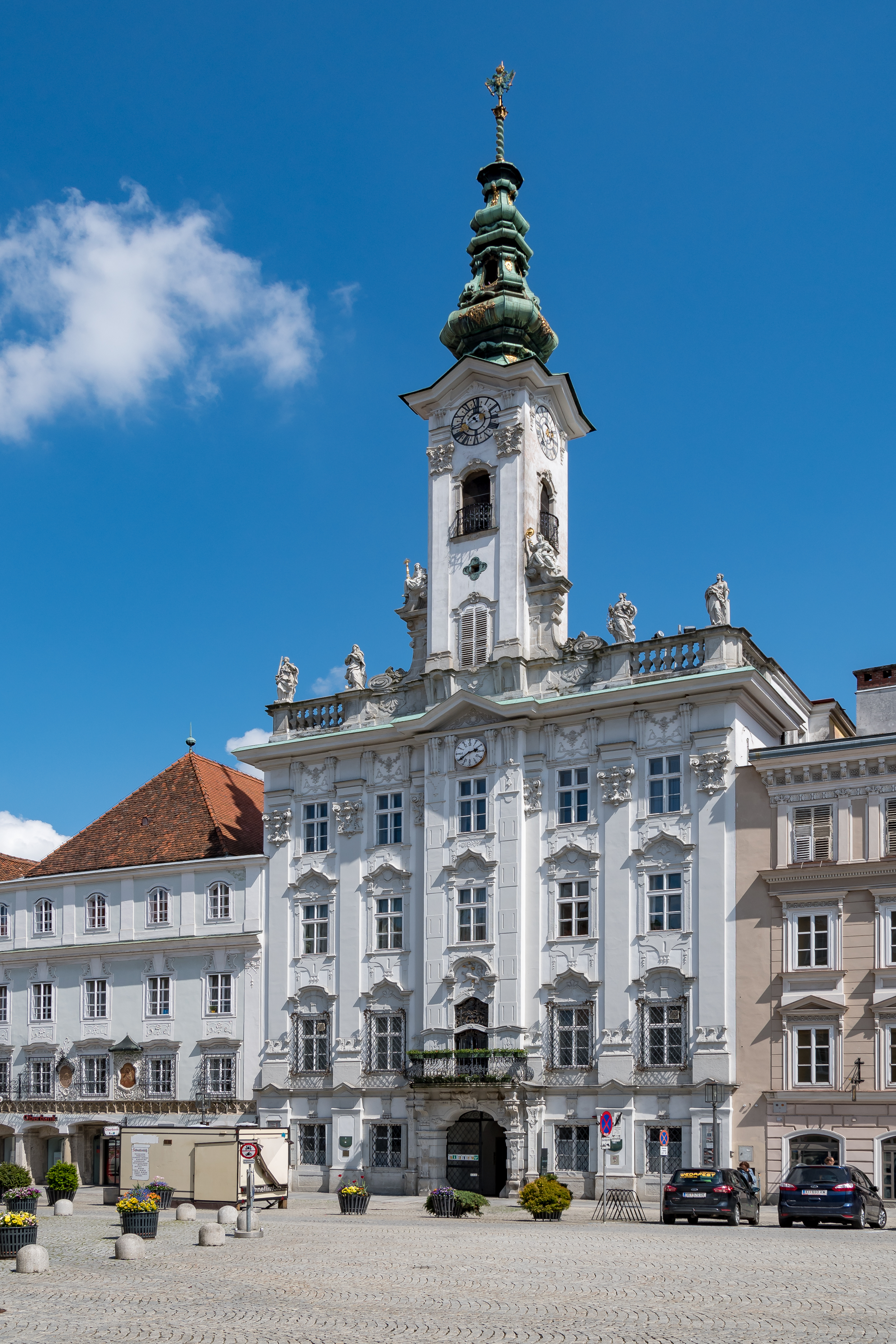
A rokokó városháza

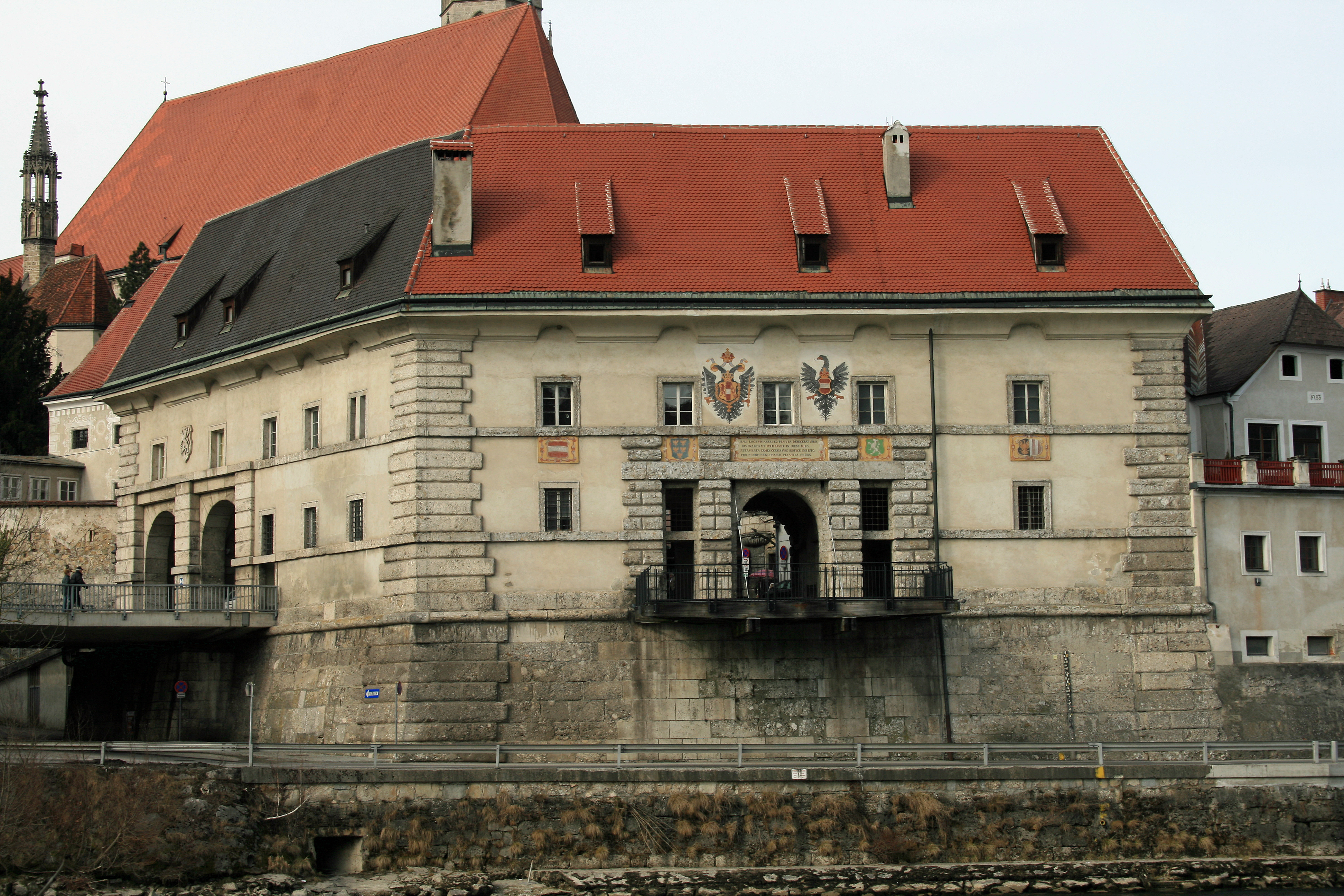
A Neutor

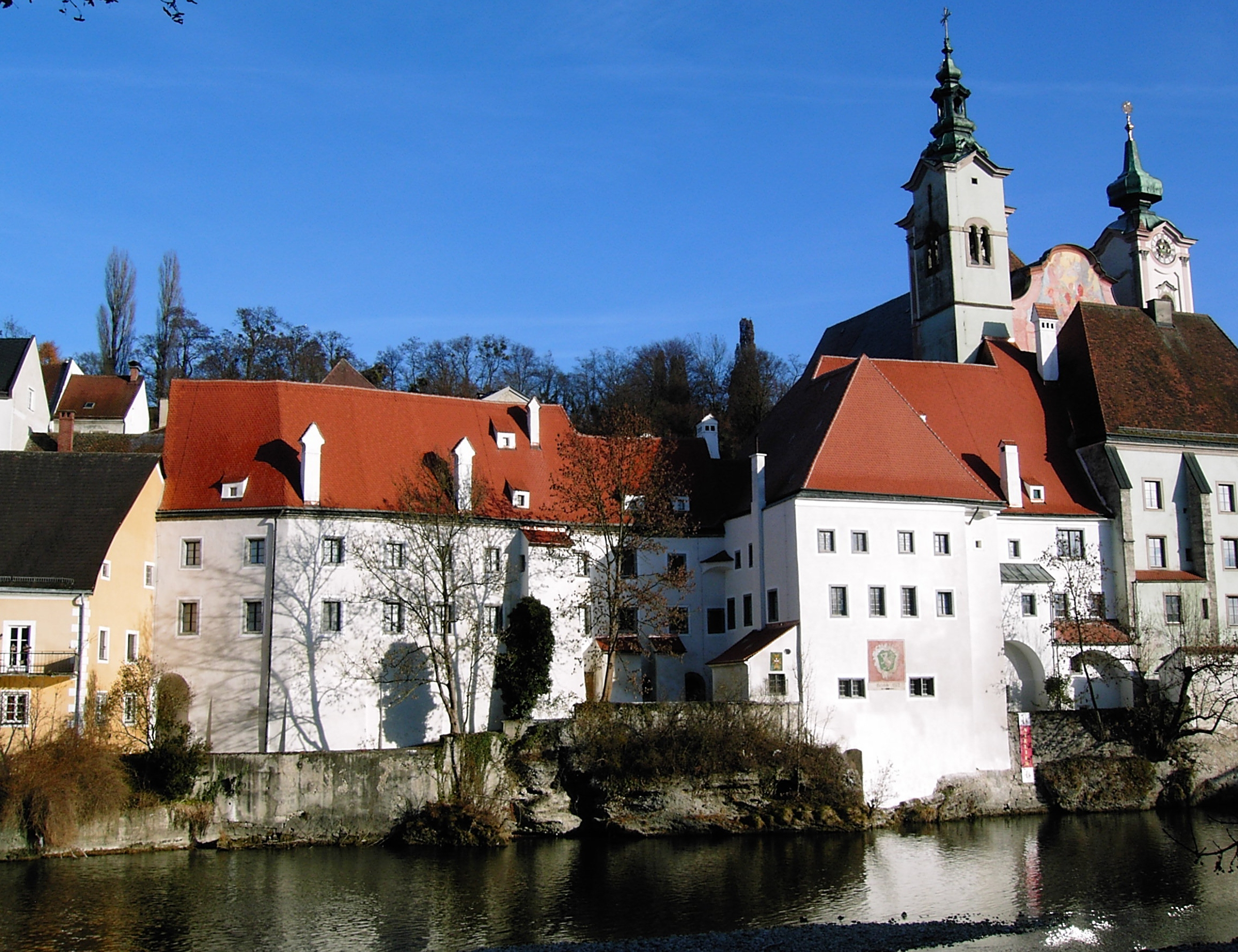
Az ispotály és a Szt. Mihály-templom

- a főtér az egyik legjobb állapotban megmaradt óvárosi épületegyüttes a német nyelvterületen.
- a Lamberg-kastély
- a reneszánsz Aichet-kastély a 16. század második feléből
- az 1450-ben már említett gótikus Bummerlhaus ("kiskutyaház", a valaha benne működött Arany Oroszlán fogadó címerére utalva)
- a 14. századi polgárispotály
- az Innerbergi társaság raktára 1612-ben épült, ma a városi múzeum található benne.
- az 1778-ban épült rokokó városháza
- az Engelseck-kastély 1500 körül épült
- a neogótikus Voglsang-kastély 1877-ből
- a középkori városkapuk ( Kollertor 1480, Neutor 1573 és Schnallentor 1613)
- a Szt. Egyed és Szt. Colman-plébániatemplom a város legnagyobb temploma. 1443ban épült gótikus stílusban.
- a christkindli kegytemplom (1725)
- a Gleink-apátság
- a Szűz Mária-templom (17. század, barokk)
- a Szt. Mihály-templom (1635-1677 között épült, barokk)
- a Munka világa-múzeum
- "Az emlékezet bányjáratai" kiállítást egy második világháborús óvóhelyen rendezték be és bemutatja a náci rezsimmel szembeni ellenállást is
- óramúzeum
- karácsonymúzeum
- a Steyr-völgyi nosztalgiavasút

## Gazdaság
A jelentősebb Steyrben működő vállalkozások a következők:
- AVL List (belsőégésű motorok erőátviteli rendszerei)
- BMW (motorgyár)
- Eckelt Glas GmbH (szigetelő üveglapok)
- Ennskraftwerke AG (12 vízierőművet üzemeltet az Ennsen és a Steyren)
- Hartlauer GmbH (fotó és optikai eszközök kereskedelme)
- MAN (teherautógyár)
- Profactor GmbH (ipari kutatóintézet)
- SKF (svéd tulajdonú csapágygyár)
- Steyr Motors GmbH (dízelmotorgyár)
- Sommerhuber (kerámiagyár)
- ZF Steyr (német tulajdonú autóalkatrészgyár)

A városon áthalad a Rudolfsbahn vasútvonal. A Westbahnon keresztül közvetlen vonatok indulnak Linzbe.

### Híres steyriek

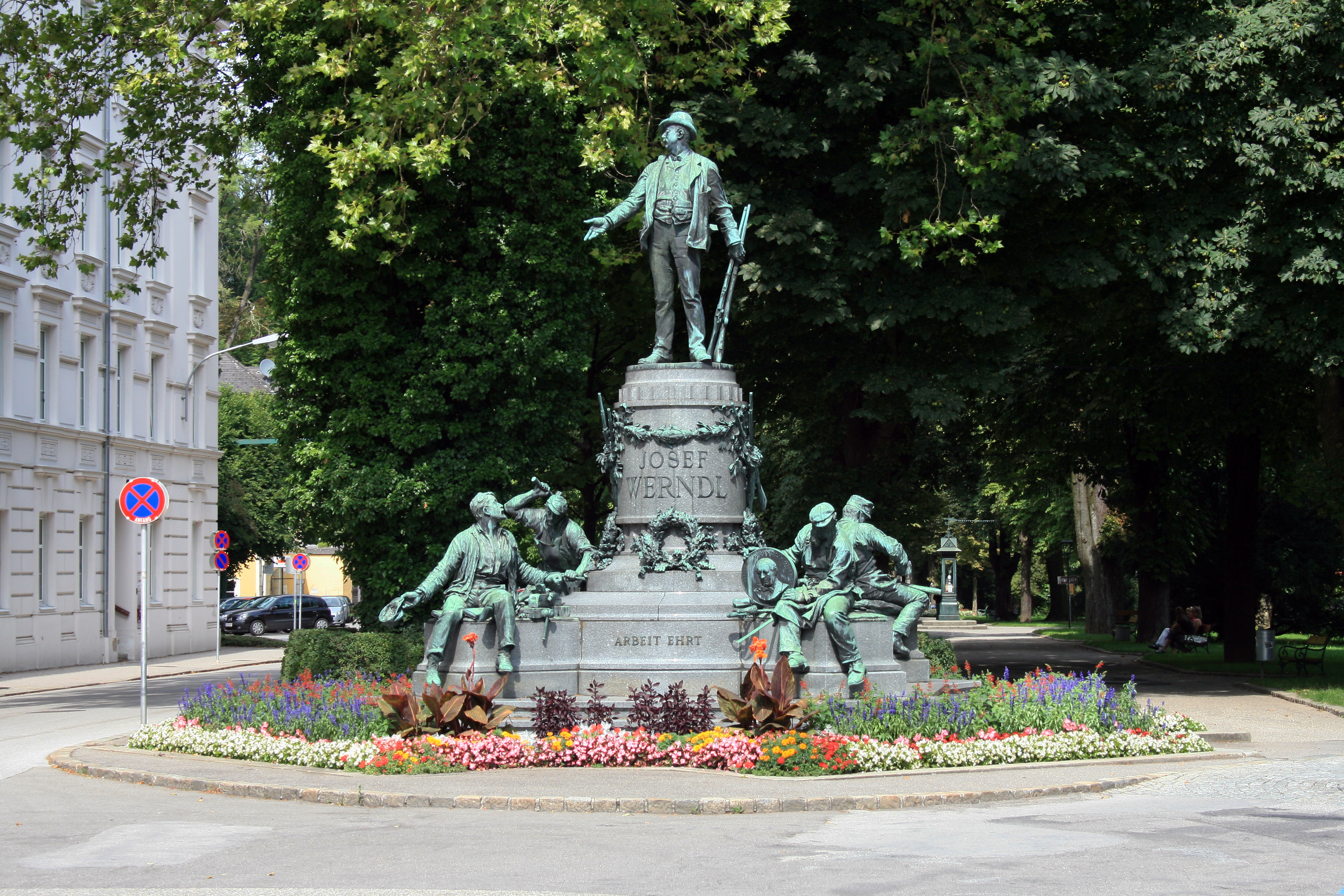
Josef Werndl, a nagyipari steyri fegyvergyártás alapítójának emlékműve

- Johannes Stabius (1460–1522) humanista természettudós, történetíró
- Alois Blumauer (1755–1798) író
- Johann Michael Vogl (1768–1840) operaénekes
- Johann Mayrhofer (1787–1836) költő, librettista
- Ferdinand Redtenbacher (1809–1863) gépészmérnök
- Josef Werndl (1831–1889) fegyvergyáros
- August Eigruber (1907–1947) nemzetiszocialista politikus
- Erich Hackl (1954-) író
- Wilhelm Molterer (1955-), politikus, pénzügyminiszter
- Sonja Hammerschmid (1968-), politikus, oktatásügyi miniszter

## Testvérvárosok
- Betlehem (Palesztina)
- Eisenerz (Ausztria)
- Kettering Egyesült Államok
- Plauen (Németország)
- San Benedetto del Tronto (Olaszország)

## Fordítás
- Ez a szócikk részben vagy egészben  a   Steyr című német Wikipédia-szócikk ezen változatának fordításán alapul.  Az eredeti cikk szerkesztőit annak laptörténete sorolja fel. Ez a jelzés csupán a megfogalmazás eredetét és a szerzői jogokat jelzi, nem szolgál a cikkben szereplő információk forrásmegjelöléseként.